# 水沢町
水沢町（みずさわまち）は岩手県胆沢郡にあった町。現在の奥州市水沢の中心部にあたる。

## 地理
- 河川：北上川

## 歴史
- 1889年（明治22年）4月1日 - 町村制の施行により塩竈村、北下葉場村および常盤村の一部（安土呂井字一葉起・肥後起・三本木）の区域をもって発足。
- 1954年（昭和29年）4月1日 - 姉体村・佐倉河村・真城村・江刺郡黒石村・羽田村と合併して水沢市が発足。同日水沢町廃止。
- 2006年（平成18年）2月20日 - 水沢市が江刺市・前沢町・胆沢町・衣川村と合併して奥州市が発足。

## 町長
- 下飯坂権三郎：1893年 - 1894年、1902年 - 1914年
- 下飯坂元：1947年 - 1950年
- 藤原喜蔵：1950年 - 1954年（合併後は水沢市長）

## 交通

### 鉄道路線
- 日本国有鉄道
  - 東北本線
    - 水沢駅
- 胆江軌道（1928年廃止）
  - 胆江軌道線
    - 水沢駅（以降の途中駅は不詳）

### 道路
- 国道4号